# Javier Flaño
Javier Flaño Bezunartea, né le 19 août 1984 à Pampelune en Espagne, est un footballeur espagnol évoluant au poste de défenseur à l'UD Logroñés.

## Biographie
Il dispute deux matchs en Ligue des champions et neuf matchs en Coupe de l'UEFA avec le CA Osasuna.

### Vie privée
Flaño est le frère jumeau de Miguel Flaño, également footballeur professionnel.

## Palmarès
- Champion d'Espagne de D2 en 2013 avec Elche